# Kriváň
Kriváň és un poble i municipi d'Eslovàquia que es troba a la regió de Banská Bystrica. La vila fou fundada el 1955.

## Demografia
| Godina             | 1994 | 2004   | 2014   | 2024   |
| ------------------ | ---- | ------ | ------ | ------ |
| Nombre de persones | 1638 | 1709   | 1689   | 1739   |
| Diferència         |      | +4,33% | −1,17% | +2,96% |

| Godina             | 2023 | 2024   |
| ------------------ | ---- | ------ |
| Nombre de persones | 1727 | 1739   |
| Diferència         |      | +0,69% |